# Montchaude
Montchaude foi uma comuna francesa na região administrativa da Nova Aquitânia, no departamento de Charente. Estendia-se por uma área de 14,18 km². Em 2010 a comuna tinha 734 habitantes (densidade: 51,8 hab./km²).
Em 1 de janeiro de 2016, passou a formar parte da nova comuna de Montmérac.